# Де Лорсе, Жан-Батист
Жан-Батист Лорсе (фр. Jean-Baptiste Lorcet; 1768—1822) — французский военный деятель, бригадный генерал (1799 год), барон (1813 год), участник революционных и наполеоновских войн.

## Биография
Родился в семье Франсуа Лорсе (фр. François Lorcet) и его супруги Катрины Манже (фр. Catherine Manget).
Поступил на службу 22 июля 1792 года в звании лейтенанта 1-го батальона Национальной федерации, с которым в том же году совершил кампанию в Рейнской армии. В 1793 году он участвовал в осаде Майнца и 10 апреля получил приказ от генерала Дубайе войти в деревню Костхайм с 50 людьми. Он напал на отряд из 400 пруссаков, находившихся в гарнизоне в деревне, и заставил их отступить в таком беспорядке, что половина утонула, пытаясь переправиться через Майн на самодельных плотах. При этом он получил огнестрельное ранение. 1 мая 1793 года Лорсе был назначен капитаном Кассельского егерского батальона и присоединился к Вандейской армии в составе гарнизона Майнца. 9 октября он участвовал в битве в Мулен-о-Шевре, во время которой под ним была убита лошадь и он получил новое ранение.
20 апреля 1794 года генерал Мулен прикомандировал его к генеральному штабу Западной армии. Во время боя с Конде Лорсе получил пулю, которая прошла через грудь. Произведён 21 мая 1794 года в полковники штаба. 23 октября правительство утвердило его в этом звании. 13 июня 1795 года он служил в Рейнской армии, а 7 августа вступил в Итальянскую армию. 21 апреля 1796 года в битве при Мондови он первым переправился через реку у брода Сан-Микеле во главе двух батальонов, на глазах Бонапарта и Бертье, похваливших его за этот поступок. 5 августа он участвовал в битве при Кастильоне в составе дивизии Массена и получил там два выстрела, прежде чем был снова ранен во время перехода через Тальяменто 16 марта 1797 года.
В том же году генерал Ожеро отправил его на разведку с двумя эскадронами в Виллафранку и Тревизо. Покинув Падую, Лорсе после двухдневного марша прибыл в Виллафранку и встретил там два австрийских полка. Несмотря на свою численную неполноту, ему удалось изгнать их из Тревизо и преследовать до Сент-Артьена. Затем началось ожесточенное сражение, которое обернулось преимуществом французов и вынудило австрийцев снова форсировать Пьяве. 5 августа 1797 года под командованием генерала Вальтера участвовал в нападении на форт Кьюза. Затем он работал в генеральном штабе Английской армии с 12 января 1798 года. 21 августа он перешел в Майнцскую армию, затем в Дунайскую армию. 27 мая 1799 года он получил огнестрельное ранение во время битвы при Винтертуре.
30 июля 1799 года Лорсе был произведён в бригадные генералы. В сражении при Бракенгейме снова был ранен пулей в живот. Вскоре после этого он получил под командование 10 000 пехотинцев и кавалеристов, размещённых на высотах Хоххайма, и получил приказ заставить австрийцев переправиться через Нидду и Майн, и эту задачу он выполнил успешно.
25 апреля 1800 года он получил приказ Моро поддержать дивизию, которая стремилась захватить окопы Альбрука, защищаемые 5000 бойцов. Лорсе возглавил 1500 человек и атаковал редуты, в которых заставил 500 австрийцев сложить оружие, а также захватил три артиллерийских орудия и боеприпасы. 30 апреля атаковал беглецов 4-м гусарским полком и оттеснил их к Тингену.
26 сентября 1800 года в Корне женился на баронессе Луизе де Пуйи (фр. Louise de Pouilly; 1782—).
5 октября 1800 года захватил Франкфурт. В ноябре вошёл в состав дивизии Ришпанса. 16 декабря 1800 года сражался при Штрассвабхене. С 16 сентября 1801 года служил в 13-м военном округе. 30 августа 1803 года возглавил 2-й субдивизион данного округа. 26 марта 1804 года переведён во 2-й военный округ.
2 сентября 1805 года Лорсе переведён в Булонь к адмиралу Лакроссу, где ему было поручено обучение матросов в строю. 1 июля 1806 года он принял командование матросами в лагере, а затем, в январе 1807 года, был назначен во 2-ю дивизию 1-го корпуса Резервной армии. 15 октября 1808 года он временно командовал 1-й дивизией этого корпуса.
В ноябре 1808 года он был прикомандирован к штабу Испанской армии. 4 января 1809 года сменил во главе бригады лёгкой кавалерии 6-го корпуса генерала Кольбера, погибшего накануне в битве при Какабелосе. В состав бригады входили 3-й гусарский и 15-й конно-егерский полки. 12 августа 1809 года у перевала Баньос генерал принял участие в своём первом бою на полуострове, во время которого 3-й гусарский полк возглавил «замечательную» атаку, которая во многом способствовала успеху французов. Несколько месяцев спустя, во время битвы при Тамамесе, его кавалерия разгромила испанскую дивизию Каррера и захватила расставленные неподалеку пушки, но противостояние закончилось поражением французов, а Лорсе был ранен в десятый раз в своей карьере. 26 ноября на поле битвы при Альба-де-Тормес лёгкая кавалерия Лорсе и драгуны Келлермана натолкнулись на кавалерию противника и разгромили линию испанцев недалеко от центра, смяв две дивизии. В плен попало 2000 человек, а также захвачена батарея. Затем французская кавалерия провела частичную атаку, а вечером начала последнюю атаку на отступающие испанские войска, нанеся дополнительные потери. Бригада Лорсе потеряла двух офицеров 3-го гусарского полка ранеными в течение дня, а также двух офицеров убитыми и ещё двоих ранеными в составе 15-го конно-егерского. Двумя днями позже Лорсе настиг испанскую дивизию герцога дель Парка и попытался снова атаковать её, но, будучи слишком слабым, чтобы противостоять своим численно превосходящим противникам, он отступил в полном порядке, нанеся испанцам тяжёлые потери.
17 апреля 1810 года 6-й корпус был включён в состав Армии Португалии. Летом 1810 года он и его бригада участвовали в осаде Сьюдад-Родриго и Алмейды. Однако 24 июля 1810 его сменил на этом посту генерал Ламотт, а Лорсе был переведён во 2-ю драгунскую дивизию Трейяра, где 15 сентября он возглавил 1-ю бригаду вместо генерала Миле. Под его командованием находились два полка: 3-й драгунский (полковник Беррюйер) и 6-й драгунский (полковник Пике), каждый из которых имел по четыре эскадрона. Бригада Лорсе участвовала в третьем французском вторжении в Португалию в сентябре и сражалась в битве при Бусаку в первой части кампании. В ноябре 1810 года оба полка находились в Сантарене. Операция в конечном итоге провалилась, и при отступлении, хотя и не очень решительном, 1-я бригада понесла серьёзные потери: 1 апреля 1811 года в 3-м драгунском было всего 179 всадников, в том числе 32 больных. 15 марта 1811 года в битве при Фош-де-Аросе прямо на поле боя генерал Ламотт серьёзно поссорился с маршалом Неем, и Лорсе сменил Ламотта во главе лёгкой кавалерии 6-го корпуса. В первых числах мая 1811 года маршал Массена столкнулся с британскими войсками во время битвы при Фуэнтес-де-Оньоро. 5 мая, на третий день боя, генерал Лорсе был тяжело ранен осколком. 9 мая бригада была расформирована, а генерал получил разрешение вернуться на родину, и в июне покинул полуостров, чтобы выздороветь во Франции.
С 1812 по 1814 год он служил в Голландской армии под командованием генерала Молитора. 31 марта 1812 года он принял командование департаментом Буш-де-ла-Эйссел, 20 мая 1812 года — Буш-де-ла-Мёз, а 7 сентября 1813 года — Фризия.
25 декабрря 1813 года он входил в состав 3-й дивизии 1-го корпуса Мезона Великой Армии. Сражался в Бельгии. 10 марта 1815 года король доверил ему командование Сен-Мало. Однако во время «Ста дней» генерал поддержал Наполеона. 29 августа 1815 года, после второго возвращения Бурбонов, Лорсе был отправлен в отпуск, а 1 декабря 1815 года - с половинной оплатой. Он умер 4 декабря 1822 года в Отри.
Храбрый и компетентный генерал Лорсе считался одним из самых способных кавалерийских генералов Испанской армии. Роберт Бёрнем ставит его на 5-е место в своем рейтинге пяти лучших кавалерийских бригадных генералов, служивших на полуострове, из-за его «невероятной» храбрости и качества командования: «он подавал пример и всегда был в том месте, где бои были наиболее ожесточёнными». Отправленный на отдаленные театры военных действий, он так и не смог увидеть, как его таланты были признаны в полной мере. Что касается его личности, историк Ален Пижар отмечал, что «он имел репутацию человека, легко напивающегося».

## Воинские звания
- Лейтенант (22 июля 1792 года);
- Капитан (1 мая 1793 года);
- Полковник штаба (21 мая 1794 года, утверждён 23 октября 1794 года);
- Бригадный генерал (30 июля 1799 года).

## Титулы
- Барон Лорсе и Империи (фр. baron Lorcet et de l'Empire; декрет от 15 августа 1810 года, патент подтверждён 1 января 1813 года в Париже)[2][3].

## Награды
Легионер ордена Почётного легиона (11 декабря 1803 года)
 Коммандан ордена Почётного легиона (14 июня 1804 года)
 Кавалер Военного ордена Святого Людовика (19 июля 1814 года)